# Gottfried Silbermann
Gottfried Silbermann, född 1683, död 1753, var en tysk orgelbyggare verksam i Freiberg, Sachsen. Han började 1702-1709 arbeta, först som lärling, hos den äldre brodern Andreas i Strasbourg. Han blev allmänt erkänd efter att ha fullbordat verket för domen i Freiberg 1710-1714 och vid verkstaden där byggdes närmare femtio orglar. Som klaverbyggare var han den förste som i större skala byggde Bartolomeo Cristoforis hammarklaver.
Asteroiden 3943 Silbermann är uppkallad efter honom.